# Comisión Armand
La Comisión Armand fue la primera Comisión de la Comunidad Europea de la Energía Atómica (Euroatom) entre 1958 y 1959. Su presidente fue Louis Armand, de nacionalidad francesa.
Habría posteriormente dos Comisiones más antes de que el Euroatom se fusionase con la Comunidad Europea del Carbón y del Acero (CECA) y la Comunidad Económica Europea (CEE) en 1967 para formar la Comunidad Europea.
- Datos: Q2986355